# IC 4461
IC 4461 ist die Bezeichnung einer Spiralgalaxie im Sternbild Bootes. Sie ist schätzungsweise 865 Mio. Lichtjahre von der Milchstraße entfernt.
IC 4461 wurde am 22. Juni 1895 von dem Astronomen Stéphane Javelle entdeckt.